# Amolops splendissimus
Amolops splendissimus es una especie de anfibio anuro de la familia Ranidae. Quizá sea un sinónimo más moderno de Amolops caelumnoctis.

## Distribución geográfica yhábitat
Es endémica del norte de Vietnam; probablemente en la zona adyacente de China. Su rango altitudinal oscila entre 1850 y 2400 m s. n. m..